# Mary Eleanor Spear
Mary Eleanor Spear   (Jonesboro, 4 de març de 1897 - 22 de gener de 1986) Mary Eleanor Hunt Spear fou una especialista estatunidenca en visualització de dades, analista gràfica i escriptora pionera en el desenvolupament del gràfic de barres i diagrama de caixa.

## Biografia
Spear, filla d'Amos Zophar Hunt i Mabel Elisabeth Ewry Hunt. Va assistir a l’escola primària Peabody a Washington DC, i a l'escola secundària a Eastern. Més tard estudià en Strayer’s Business College i en la Universitat George Washington. Es cassà amb Albert Austin Spear en septembre de 1921.

## Carrera professional
Entre les dècades de 1920 i 1960 treballà com analista gràfica per moltes agències del govern federal dels Estats Units.En torn a 1920 començà a treballar com a dibuixant de gràfics econòmics en el Servei d’Impostos Interns del govern federal a Washington i passà després a l'Oficina d’Estadístiques Laborals dels Estats Units on treballà com especialista en informació visual utilitzant il·lustracions i gràfics que generaven un gran impacte. També tingué el seu estudi propi durant 22 anys realitzant díptics per representar estadístiques per productors de televisió, a banda de compartir els seus coneixements com a professora universitària ensenyant Representació Gràfica de Estadística en la Universitat Americana.
Va escriure dos llibres amb molts exemples, Charting Statistics en 1952 i Practical Charting Techniques en 1969, volia difondre la idea de vore un gràfic versus mirar. En els seus llibres descriu tècniques detallades per dissenyar i crear diferents tipus de quadres i gràfics estadístics. Spear explicà els rols necessaris pel desenvolupament i la presentació de gràfics per un analista gràfic, un dibuixant i un comunicador. Aquest mateix enfocament basat en equips multidisciplinaris és recomanat per l’autora del segle XXI i experta en presentacions Nancy Duarte. Tanmateix, publicà articles per moltes revistes.
Es reconeguda pels estadístics Edward Tufte i Hadley Wickham, entre d'altres, per haver presentat la primera formulació del diagrama de caixa.

### Obres
- Spear, Mary Eleanor (1952). Charting Statistics (en anglés). McGraw-Hil. ISBN 9780070600102.
- Spear, Mary Eleanor (1969). Practical Charting Techniques (en anglés). McGraw-Hill Inc.,US. ISBN 978-0070600102.[10][5][11][12][11][13]

En el seu primer llibre Charting Statistics inclogué la barra de rang, en la pàgina 166 mostra un diagrama d’un gràfic de barres de rang amb un quadre de rang interqualític per descriure una variable representant uns pocs valors utilitzant instruments com el pantògraf.
Aquest diagrama de caixa fou el més desenvolupat dèsset anys després pel matemàtic estatunidenc John Tukey que l’establí com a referència de representació en estadística.
Els crítics del seu primer llibre destacaren la inclusió de Spear de consells sobre la presentació de dades en forma gràfica en la televisió.Diversos crítics sentiren que el llibre podria haver sigut més llarg afegint més instruccions sobre equips i ferramentes que hagueren sigut útils, que les explicacions eren massa breus i, encara que estaven agraïts per un llibre que contenia moltes il·lustracions excel·lents es queixaven que l’autora no impartira més dels seus coneixements. Un crític italià considerà que tindria molt més èxit popularitzant els tipus bàsics de pantalles de dades gràfiques, mentre que un revisor francés pensà que els professors d’economia, els administradors i els empresaris es beneficiarien de la seua lectura.
Una revisió en Journal of Marketing destacà aquestes tres regles: “Mantinga les presentacions simples… conega la seua audiència, conega el seu material”. El Analysts Journal senyalà que, a més de ser útil pels que necessiten crear les seues pròpies presentacions d’informació estadística seria valuós per avaluar les realitzades per altres.
En el segon llibre de Spear Practical Charting Techniques fou una versió actualitzada del primer i també més llarg.Contenia un capítol titulat “Fer trampa mitjançant la creació de gràfics”, sobre com no enganyar l’audiència, però no feia referència al creixent camp de traçar dades per ordinador. Spear inclou tot tipus de consells interessants per transmetre de forma intel·ligible al públic els missatges dels gràfics. Així explica com crear gràfics eficaços utilitzant eines i instruments manuals, com la mida dels bolígrafs que s’han d’utilitzar per les diferents seccions del text, o com tallar cinta adhesiva per utilitzar-la com línies en un gràfic de línies, i com crear trames creuats a mà utilitzant paper quadriculat, una esquadra T i un triangle.
Spear va morir en 1986 i està soterrada en Glenwood Cementery, Washington, D.C.

## Premis i reconeixements
Ha sigut reconeguda per haver presentat la primera formulació del diagrama de caixa i ser pionera en el desenvolupament del gràfic de barres i el diagrama de caixa.